# Sergey Hernández
Sergey Hernández Ferrer (Kropotkin, Krasnodar, 17 de junio de 1995) es un jugador de balonmano español que juega de portero en el SC Magdeburg de la Bundesliga.

## Trayectoria
Nació en Rusia y a los tres años y medio llegó a Pamplona tras ser adoptado por José Luis Hernández (1951-2014) y Gregoria Ferrer, dos figuras del atletismo navarro. Su padre fue preparador físico del equipo danés Kolding IF. Fue educado en el Colegio Irabia. 
Es internacional con la selección de balonmano de España, con la que debutó en el partido de las estrellas de la temporada 2017, contra un combinado formado por jugadores de la Liga Asobal.

## Clubes
- Helvetia Anaitasuna (2015-2018)
- Club Balonmano Ciudad de Logroño (2018-2020)
- SL Benfica (2020-2023)
- SC Magdeburg (2023-act.)

## Palmarés

### Selección nacional
| Campeonato Mundial   | Campeonato Mundial   | Campeonato Mundial | Campeonato Mundial |
| Año                  | Lugar                | Medalla            |                    |
| -------------------- | -------------------- | ------------------ | ------------------ |
| 2021                 | Egipto               | Medalla de bronce  |                    |
| Campeonato Europeo   |                      |                    |                    |
| Año                  | Lugar                | Medalla            |                    |
| 2022                 | Hungría y Eslovaquia | Medalla de plata   |                    |
| Juegos Mediterráneos |                      |                    |                    |
| Año                  | Lugar                | Medalla            |                    |
| 2022                 | Orán                 | Medalla de oro     |                    |

### Benfica
- Liga Europea de la EHF (1): 2022

### SC Magdeburg
- Campeonato Mundial de Clubes (1): 2023
- Liga de Alemania de balonmano (1): 2024
- Copa de Alemania de balonmano (1): 2024
- Copa de Europa (1): 2025